# Dely
dely株式会社（デリー）は、東京都港区の企業。レシピ動画プラットフォーム「クラシル」、ライフスタイルメディア「TRILL」、ライバーマネジメント事業「LIVEwith」などを運営する。

## 概要
2014年に堀江裕介らが慶應義塾大学在学中に設立。

東京都でフードデリバリー事業を展開していたが、2015年1月にサービスを撤退。
女性向けメディアの運営を経て、2016年にレシピ動画サイト「クラシル (kurashiru)」を開設した。
2017年には第三者割当増資によりジャフコなどから30億円を調達。

2018年1月にもソフトバンクなどから33億円を調達。
2018年7月からはヤフー（現・LINEヤフー）傘下に参画した
。
2025年10月1日付でクラシル株式会社に社名変更予定。

## 沿革
- 2014年
  - 4月22日 - フードデリバリー事業を目的として設立[15]。
- 2015年
  - 3月 - フードデリバリー事業撤退。
- 2016年
  - 2月 - 料理動画サービス「クラシル」事業開始[16]。
  - 5月 - 「クラシル」iOSアプリの提供開始[16]。
  - 7月 - 「クラシル」Androidアプリの提供開始[16]。
  - 11月 - 第三者割当増資を実施[17]。
- 2017年
  - 3月 - 第三者割当増資を実施[3]。
  - 12月 - 「クラシル」アプリの累計ダウンロード数が1,000万を記録[18]。
- 2018年
  - 1月 - 第三者割当増資を実施[19]。
  - 7月 - 料理動画サービス「mogoo（もぐー）」を運営する株式会社スタートアウツ（東京都港区）を完全子会社化[20]。
  - 7月 - ヤフー（現・LINEヤフー）と資本提携[21]。
  - 12月 - 「クラシル」アプリの累計ダウンロード数が1,500万を記録
- 2019年
  - 3月 - 女性向けライフスタイルメディア「TRILL」を運営するTRILL株式会社を連結子会社化[22]。
  - 7月 - デザイン会社である株式会社Basecampを完全子会社化[23]。
  - 12月 - 「クラシル」アプリの累計ダウンロード数が2,000万を記録
- 2020年
  - 4月 - TRILL株式会社を吸収合併[24]。
- 2021年
  - 6月 - 「クラシル」アプリの累計ダウンロード数が3,000万を記録[25]。
- 2022年
  - 1月 - 「クラシル」公式YouTubeチャンネル登録者数が100万人を突破
- 2023年
  - 2月 - ライバーマネジメント事務所「LIVEwith」を運営する株式会社ENLOOP（東京都港区）を完全子会社化[26]。
  - 4月 - 「クラシル」アプリの累計ダウンロード数が4,000万を記録[27]
- 2024年
  - 1月 - 三菱食品株式会社と業務提携[28]
  - 4月 - ISMS「ISO/IEC27001:2022」「JIS Q 27001:2023」認証を取得[29]
  - 12月 - 東京証券取引所グロース市場に上場[1]。

## 事業内容

### クラシル
レシピ動画プラットフォーム。専門家によるオリジナルレシピの他、クリエイターが作成したコンテンツを配信している。

### クラシルリワード
お買い物サポートサービス。移動や特定商品の購入といった日々の生活を行うだけでポイントがたまる。所謂、ポイントサイトである。

### クラシルジョブ
人材紹介サービス。キャリアアドバイザーのサポートを受けることができる。履歴書作成サービス「ワンポチ」も提供する。

### クラシル比較
商品比較サービス。複数商品から独自の基準でランク付けし紹介している。

### TRILL
女性向けライフスタイルメディア。ファッションや美容、恋愛などの情報を配信する。

### LIVEwith
ライバーマネジメント事務所。国内最大級のライバー事務所であり、複数のライバー事務所を統括マネジメントしている。LIVEwithとしては累計で10,000人以上のサポートを行っている。

## テレビ番組
- 日経スペシャル カンブリア宮殿[33]（2021年3月11日、テレビ東京）。